# Liste der Biografien/Malk
Liste der Biografien |
Portal Biografien |
Personensuche
# |
A |
B |
C |
D |
E |
F |
G |
H |
I |
J |
K |
L |
M |
N |
O |
P |
Q |
R |
S |
T |
U |
V |
W |
X |
Y |
Z |
?
 
Ma |
Mb |
Mc |
Md |
Me |
Mf |
Mg |
Mh |
Mi |
Mj |
Mk |
Ml |
Mm |
Mn |
Mo |
Mp |
Mq |
Mr |
Ms |
Mt |
Mu |
Mv |
Mw |
Mx |
My |
Mz
 
Maa |
Mab |
Mac |
Mad |
Mae |
Maf |
Mag |
Mah |
Mai |
Maj |
Mak |
Mal |
Mam |
Man |
Mao |
Map |
Maq |
Mar |
Mas |
Mat |
Mau |
Mav |
Maw |
Max |
May |
Maz
 
Mala |
Malb |
Malc |
Mald |
Male |
Malf |
Malg |
Malh |
Mali |
Malj |
Malk |
Mall |
Malm |
Maln |
Malo |
Malp |
Malq |
Malr |
Mals |
Malt |
Malu |
Malv |
Malw |
Maly |
Malz
Die Liste der Biografien führt alle Personen auf, die in der deutschsprachigen Wikipedia einen Artikel haben. Dieses ist eine Teilliste mit 70 Einträgen von Personen, deren Namen mit den Buchstaben „Malk“ beginnt.

## Malk
- Mälk, August (1900–1987), estnischer Schriftsteller
- Mälk, Kadri (1958–2023), estnische Schmuckdesignerin und Hochschullehrerin
- Mälk, Raul (* 1952), estnischer Diplomat

### Malka
- Malka, Sklavin und Konkubine
- Malka, Avia (* 1995), israelische Schauspielerin
- Malka, Gal (* 1994), israelische Schauspielerin
- Malka, Hadas (1994–2017), israelische Grenzpolizistin, Terroropfer
- Malka, Johannes (1922–2017), deutscher Fußballschiedsrichter
- Malka, Victor (* 1960), französischer Physiker
- Malkan, Bayram (* 1999), türkischer Boxer
- Malkani, Kewalram Ratanmal (1921–2003), indischer Autor, Journalist und Politiker

### Malke
- Malke, Carl (1874–1947), deutscher Politiker (DNVP), MdR
- Malke, Flavianus Michael (1858–1915), syrisch-katholischer Bischof und Martyrer
- Malkemus, Wilhelm (1937–2019), deutscher Maler, Grafikdesigner, Bühnenbildner, Karikaturist, Zeichner und Porträtmaler
- Malkevičius, Stasys (* 1928), litauischer Politiker, Mitglied des Seimas
- Malkewitz, Gustav (1861–1924), deutscher Druckereibesitzer, Verleger und Politiker (DNVP), MdR

### Malki
- Malki, Abdulellah al- (* 1994), saudi-arabischer Fußballspieler
- Malki, Amal al-, katarische Philologin und Hochschullehrerin
- Malki, Noor al- (* 1994), katarische Leichtathletin
- Malki, Sanharib (* 1984), syrisch-belgischer Fußballspieler
- Malkiel, Burton (* 1932), US-amerikanischer Ökonom und Schriftsteller
- Malkiel, Rafi (* 1972), israelischer Jazzmusiker (Posaune, Komposition)
- Malkiel, Yakov (1914–1998), US-amerikanischer Linguist und Romanist
- Malkiewicz, Irena (1911–2004), polnische Theater- und Filmschauspielerin
- Malkin, Arthur Thomas (1803–1888), englischer Pionier der Bergsteigerei und Schriftsteller
- Malkin, Barry (1938–2019), US-amerikanischer Filmeditor
- Malkin, Borys (1917–2009), polnischer Anthropologe, Entomologe und Herpetologe
- Malkin, Jacques (1875–1964), amerikanisch-russischer Violinist und Musikpädagoge
- Malkin, Jewgeni Wladimirowitsch (* 1986), russischer Eishockeyspieler
- Malkin, Joseph (1879–1969), amerikanisch-russischer Violoncellist
- Malkin, Manfred (1884–1966), amerikanisch-russischer Pianist und Musikpädagoge
- Malkin, Michelle (* 1970), US-amerikanische Kolumnistin
- Malkin, Peter (1927–2005), israelischer GeheimagentPeter Malkin (1927–2005)

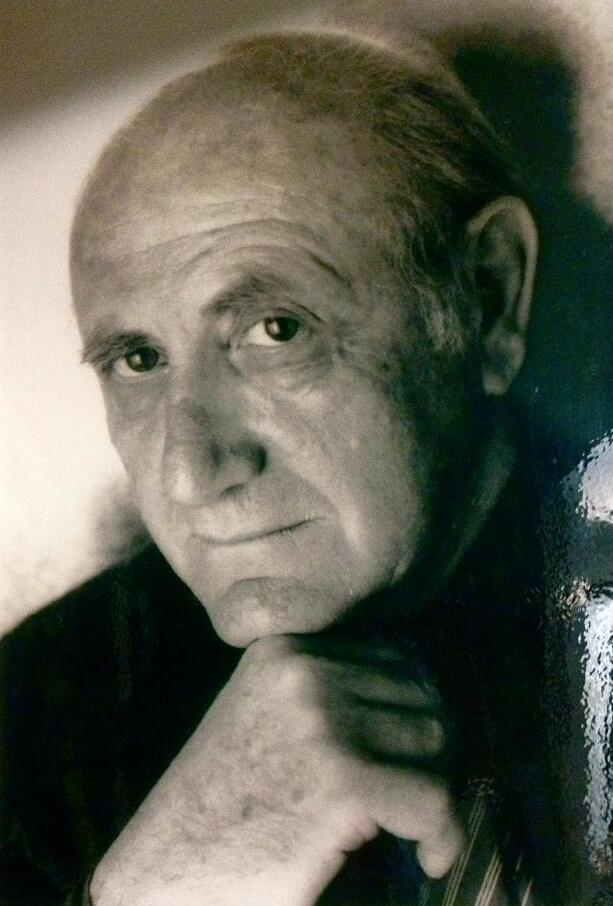
Peter Malkin (1927–2005)

- Malkin, Terry (1935–2010), britischer Eisschnellläufer
- Malkin, Witali Borissowitsch (* 1952), russischer Unternehmer und Politiker
- Malkine, Georges (1898–1970), französischer Schauspieler und Künstler des Surrealismus
- Malkinson, Sabra (* 1970), US-amerikanische Schauspielerin

### Malkk
- Mälkki, Susanna (* 1969), finnische Dirigentin

### Malkm
- Malkmus, Bernard (1859–1925), deutscher Veterinärmediziner und Hochschullehrer in Hannover
- Malkmus, Georg Joseph (1811–1877), deutscher katholischer Theologe und Mitglied der kurhessischen Ständeversammlung
- Malkmus, Karl (1929–1997), deutscher Maler
- Malkmus, Stephen (* 1966), US-amerikanischer MusikerStephen Malkmus (* 1966)

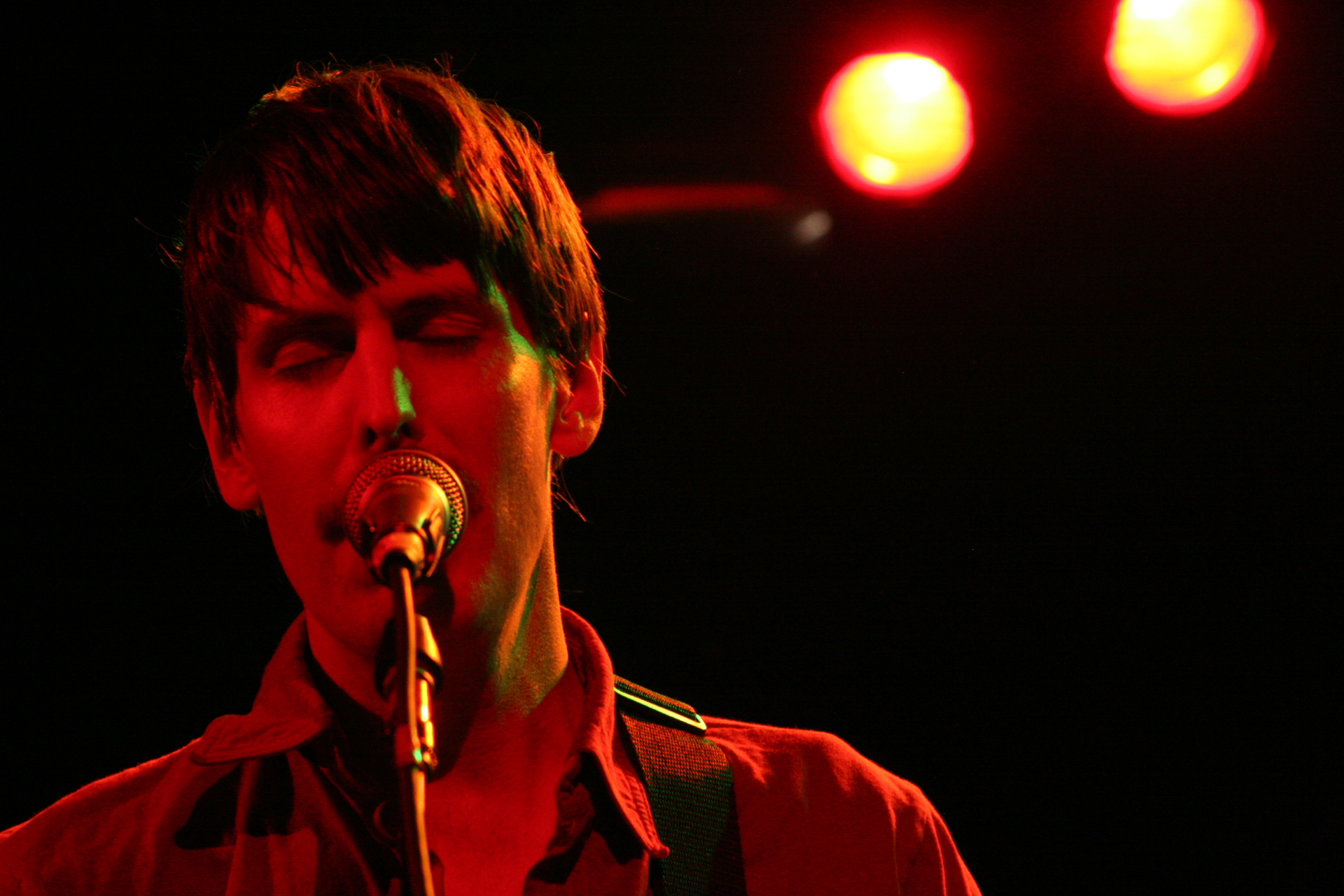
Stephen Malkmus (* 1966)

### Malkn
- Malknechtová, Jana (* 1940), tschechische Schauspielerin und Sängerin

### Malko
- Malko, Nikolai Andrejewitsch (1883–1961), ukrainischer Dirigent
- Malkoč, Halim (1917–1947), jugoslawischer muslimischer Imam und SS-Obersturmführer der Waffen-SS
- Malkoc, Mehmed (* 1990), österreichischer Fußballspieler
- Malkočević, Rusmir (* 1996), bosnischer Hürdenläufer
- Malkoçoğlu, Salih (* 2005), türkischer Fußballspieler
- Malkogeorgou, Sofia (* 1998), griechische Synchronschwimmerin
- Malkom, Freydoun (1875–1954), iranischer Fechter
- Malkov, Taylor (* 2002), israelische Schauspielerin und Model
- Málková, Marie (* 1941), tschechische Schauspielerin
- Málková, Máša (* 1983), tschechische Schauspielerin
- Malkova, Mia (* 1992), amerikanische Pornodarstellerin und AVN-Award-Trägerin
- Malkovich, Jadran (* 1977), deutsch-serbischer Schauspieler und Musicaldarsteller
- Malkovich, John (* 1953), US-amerikanischer Schauspieler und ProduzentJohn Malkovich (* 1953)

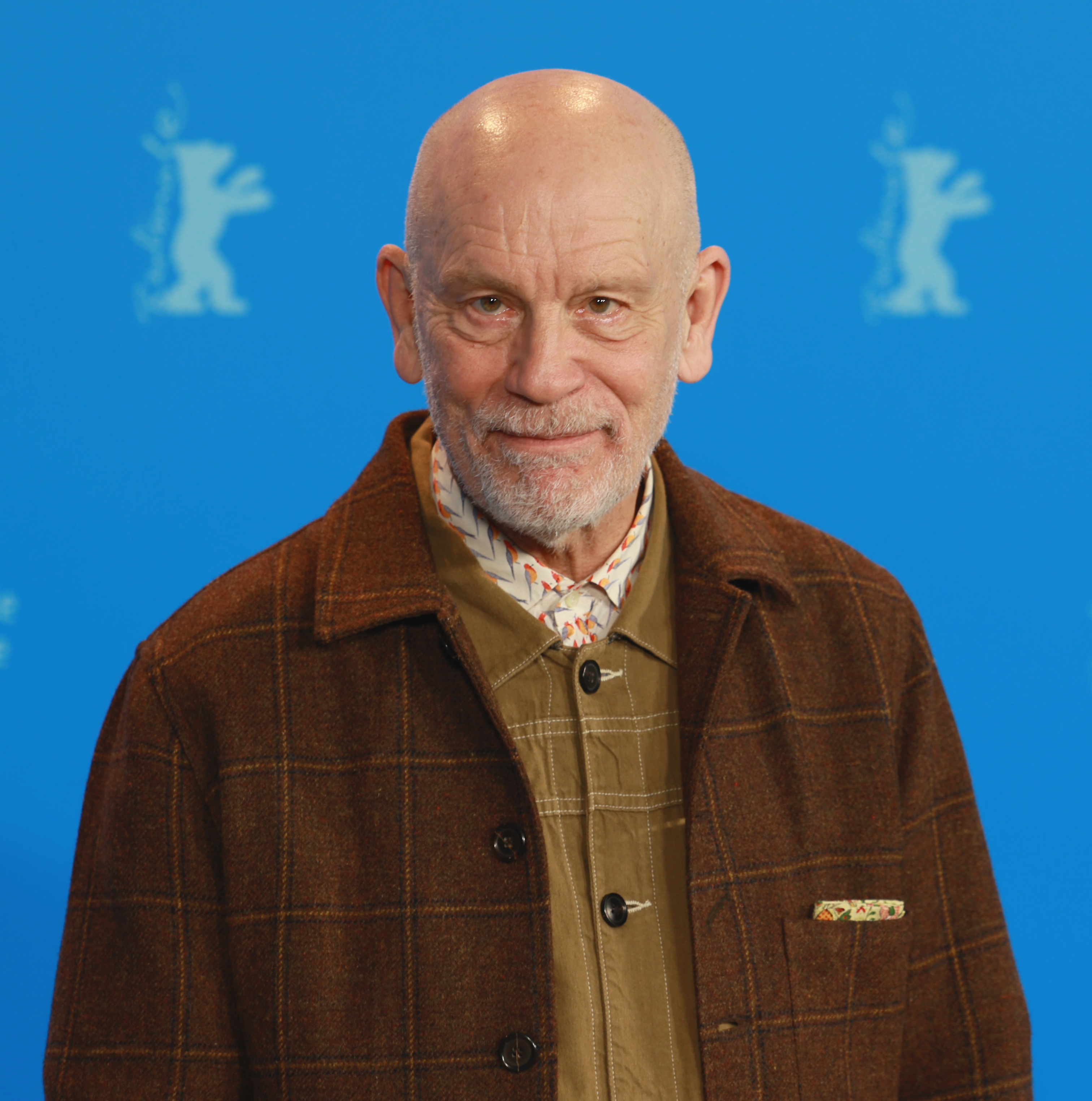
John Malkovich (* 1953)

- Malkow, Igor Alexejewitsch (* 1965), sowjetischer Eisschnellläufer
- Malkow, Wladimir Wadimowitsch (* 1986), russischer Badmintonspieler
- Małkowski, Czesław Jerzy (* 1950), polnischer Politiker
- Malkowski, Dario (1926–2017), deutscher Bildhauer und Keramiker
- Malkowski, Günter (1926–1952), deutscher Widerstandskämpfer gegen die SED-Diktatur
- Malkowski, Rainer (1939–2003), deutscher Lyriker
- Małkowski, Zbigniew (* 1978), polnischer Fußballtorhüter
- Malkowsky, Artur (1891–1972), deutscher Bühnen- und Filmschauspieler
- Malkowsky, Emil Ferdinand (1880–1967), deutscher Journalist und Autor
- Malkowsky, Georg (1851–1921), deutscher Kunstpublizist
- Malkowsky, Liselotte (1913–1965), deutsche Schlagersängerin
- Malkowytsch, Iwan (* 1961), ukrainischer Schriftsteller, Musiker und Verleger

### Malku
- Malkus, Lena (* 1993), deutsche Weitspringerin

### Malky
- Malky, Mohamed Amer al- (* 1962), omanischer Sprinter